# Cheiracanthium striolatum
Cheiracanthium striolatum là một loài nhện trong họ Miturgidae.
Loài này thuộc chi Cheiracanthium. Cheiracanthium striolatum được Eugène Simon miêu tả năm 1878.